# 萨利姆·鲁巴伊·阿里
萨利姆·鲁巴伊·阿里（阿拉伯语：سالم ربيع علي；1934年6月17日—1978年6月26日），他的同僚们称其为塞利明（阿拉伯语：سالمين），也门民主人民共和国（南也门）的毛派国家元首。他从1969年6月22日起担任这一职务，直至1978年6月26日他被处决。
鲁巴伊·阿里领导着南也门民族解放阵线的左翼，这一组织迫使英国于1967年11月29日撤出南也门。鲁巴伊·阿里的激进马克思主义阵营战胜了较为温和的卡坦·穆罕默德·沙比的派系，这使得他得以夺取政权；在整个任期中，他一直保持着总统委员会主席的职务，甚至在1970年民族解放阵线将国名从南也门人民共和国改为也门民主人民共和国时也是如此。
鲁巴伊·阿里的民族阵线于1975年与其他党派联合，组成了“统一政治组织－民族阵线”（التنظيم السياسي الموحد الجبهة القومية），所有的敌对党派均在早些时候被取缔。他反对阿卜杜勒·法塔赫·伊斯梅尔提出的未来成立也门社会党的想法。在他担任主席后，他任命穆罕默德·阿里·海塞姆作为其总理。海塞姆任职到1971年8月，之后由阿里·纳赛尔·穆罕默德继任。1978年，阿卜杜勒·法塔赫·伊斯梅尔领导的也门社会党的领导集体推翻并处决了鲁巴伊·阿里。